# Sonic Rivals
Sonic Rivals (с англ. — «Соник: Соперники») — видеоигра серии Sonic the Hedgehog в жанрах платформер и гонки, созданная канадской компанией Backbone Entertainment при поддержке Sega Studio USA, и изданная Sega. Она была выпущена на портативную консоль PlayStation Portable 16 ноября 2006 года в США, 1 декабря — в Европе и 7 декабря — в Австралии. Игра не была выпущена на территории Японии. В России распространением Sonic Rivals занималась компания «1C-СофтКлаб»; игра локализирована не была.
Sonic Rivals стала первой игрой серии для PlayStation Portable, а также первой трёхмерной игрой о синем еже для портативной консоли. Игра сочетает в себе элементы классической трилогии и гонок: игрок всё также управляет своим персонажем в двухмерном пространстве, собирает кольца и обходит встречающиеся на уровнях препятствия и врагов, однако теперь главная задача не просто пройти уровень, а прийти к финишу раньше своего соперника — одного из игровых персонажей — Соника, Наклза, Шэдоу, Сильвера или секретного открываемого персонажа, Метал Соника.
Игра была неоднозначно встречена критиками. В плюсы записывали возвращение к истокам серии, чувство скорости и неплохую графику, но ловушки и препятствия, встречающиеся на пути игрока, не вызвали у рецензентов положительных эмоций. Критики также жаловались на скудное количество уровней и на их неудачный дизайн. Несмотря на противоречивые отзывы, игра получила статус «бестселлера» и была переиздана под линейкой Greatest Hits в Северной Америке и Essentials в Европе. В 2007 году состоялся релиз сиквела Sonic Rivals 2, а в 2011 году обе части вместе вошли в состав сборника Double Rivals Attack Pack!.

## Игровой процесс

Шэдоу на уровне «Sky Park Zone». В верхнем левом углу находится счётчик колец, вверху посредине расположено время прохождения; внизу экрана показывается пройдённый игроком и его соперником отрезок уровня; в нижнем правом углу отображается текущая позиция персонажа, в левом — подобранный бонус

Sonic Rivals выполнена в трёхмерной графике с боковым сайд-скроллингом. Как и большинство частей серии Sonic the Hedgehog того времени для портативных консолей, Rivals имеет игровой процесс, основанный на классической трилогии серии, где персонажи перемещались в двухмерном пространстве. Основная цель игры — обогнать соперника, при этом уворачиваясь от разнообразных препятствий, которые встречаются игроку на пути. Подобно автосимуляторам, до начала гонки ведётся обратный отсчёт, во время которого персонажи могут разогнаться, чтобы в начале гонки стартовать быстрее противника. Как и во всех остальных играх серии, на разных участках локаций разбросаны золотые кольца, которые заменяют персонажу очки жизней. Однако при потере всех колец игрок не потерпит поражение, а лишь будет вынужден на некоторое время дать фору сопернику.
Действие игры происходит на шести зонах («Forest Falls», «Colosseum Highway», «Sky Park», «Crystal Mountain», «Death Yard» и «Meteor Base»), каждая из которых разделена на два акта и битву с боссом Эггман Негой. Исключением является этап «Sky Park», в котором битва с боссом отсутствует. Если на обычных уровнях нужно первым прийти к финишу, то в битвах с боссом требуется первым нанести ему шесть ударов. Сначала противник различными способами атакует персонажей, а затем на некоторое время открывается для атаки его слабая зона, которая выделена мигающим красным свечением. Помимо золотых колец, на уровнях попадаются бонусы, которые различными способами помогут задержать оппонента. Среди них имеются и активаторы специальной способности персонажа, и у каждого из них она разная. Кроме бонусов и специальных способностей, герои могут также использовать и некоторые другие приёмы для атаки соперника: spin dash (с помощью которого и происходит разгон перед началом гонки), spin jump (персонаж сворачивается в колючий клубок в прыжке и резко падает на врага) и толчок.
В игре есть три основных режима: «Story», «Challenge» и «Cup Circuit». В первом режиме игрок может пройти сюжетную линию за четырёх основных персонажей (Метал Соник недоступен в данном режиме), и во время видеороликов герой контактирует с другими неигровыми персонажами, ставшими в Sonic Rivals 2 игровыми. Кроме того, игнорируя события Sonic the Hedgehog 2006 года, герои заново знакомятся с одним из главных персонажей той игры, ежом Сильвером. В режиме «Challenge» игрок должен выполнить определённые задания, например, пройти уровень за определённое время. Существует несколько уровней сложности, от изменений которого усложняются лишь условия выполнения тех или иных задач. В «Cup Circuit» игрок может пройти различные турниры, которые представляют собой сборники из трёх уровней игры. Чтобы победить в турнире, игрок должен прийти первым как минимум в двух гонках из трёх. Всего присутствует восемь турниров, один из которых доступен с самого начала, а остальные открываются путём прохождения заданий в режиме «Вызов».
В Sonic Rivals также доступна многопользовательская игра, в которой два игрока с двумя PSP с помощью локальной беспроводной связи могут сразиться друг с другом. В ней представлено три режима игры: «Single», «Cup Circuit» и «Card Trade». В первом режиме игроки могут устроить гонку и поставить ставку в виде карт. Победитель получает все карты проигравшего. Второй режим ничем не отличается от своего собрата в одиночной игре, но здесь уже могут участвовать два игрока. Режим «Card Trade» позволяет игрокам обмениваться внутриигровыми коллекционными картами. Всего их в игре 150 штук. На картах изображены персонажи, предметы, объекты и места из серии Sonic the Hedgehog. Все карты разбиты на колоды по три штуки. Если получить все три карты в колоде, то можно открыть различную одежду для героев.

## Сюжет

### Персонажи
В игре пять игровых персонажей (один открываемый):
- Ёж Соник (англ. Sonic the Hedgehog). Он преследует Эггмана с целью спасти своих друзей, злодейски превращённых в карты. Специальной способностью является ускорение до огромной скорости[12]. Озвучен Джейсоном Гриффитом[англ.][5].
- Ехидна Наклз (англ. Knuckles the Echidna). Ищет пропавший Мастер Изумруд (который также превратили в карту). Его специальный приём — обезвреживание своего соперника с помощью удара кулаком о землю[13]. Озвучен Дэном Грином[англ.][5].
- Ёж Шэдоу (англ. Shadow the Hedgehog). Получил от Эггмана просьбу о помощи. Прибыв на помощь Эггману, Шэдоу оказался втянут в водоворот событий, среди которых — превращение Руж в карту и необходимость её спасти. Активизировав специальный приём, он может замедлить бег своего соперника[14]. Озвучен Джэйсоном Гриффитом[5].
- Ёж Сильвер (англ. Silver the Hedgehog). Его задание — найти и обезвредить далёкого потомка Эггмана, Эггмана Негу. Благодаря специальному приёму ёж умеет изменять управление своего оппонента[15]. Озвучен Питом Капеллой[англ.][5].
- Метал Соник (англ. Metal Sonic). «Раб» Эггмана, подчиняющийся всем его приказам. Несколько раз использовался Эггманом Негой в попытках остановить остальных героев. Может копировать приёмы своего соперника[16]. Не имеет диалогов в игре, вместо этого он лишь издаёт механические звуки.

В видеороликах также появляются в качестве неиграбельных персонажей: Эми Роуз (Лиза Ортис), Майлз «Тейлз» Прауэр (Эми Палант), Доктор Эггман (Майк Поллок), Руж (Карен Лин Такетт) и Эггман Нега (Майк Поллок).

### История
Злодей доктор Эггман похитил Эми, Тейлза, Мастер Изумруд и Руж, и, с помощью специального фотоаппарата, превратил их в волшебные карты. Соник, Наклз и Шэдоу отправляются спасать своих друзей. Однако настоящим злодеем является вовсе не Эггман, а его далёкий потомок, прибывший из будущего, — Эггман Нега. За ним охотится Сильвер, также прибывший из будущего, чтобы отправить Эггмана Негу назад в родное время. Метал Соник, по приказам замаскированного Эггмана Неги, нападает на остальных персонажей с целью их остановить. В конце концов, Сильвер и Шэдоу обнаруживают, что настоящий доктор Эггман всё это время находился внутри одной из карт, а тем, кто выдавал себя за него, был его потомок из будущего, Эггман Нега. Он раскрывает свой план, в котором он хочет из космоса превратить всю планету Земля в одну единственную карту, таким образом надеясь в будущем избавиться от насмешек и унижений, вызванных неудачами его далёкого предка. Соник и Наклз с помощью освобождённого Тейлза, а также Шэдоу и Сильвер с помощью освобождённого доктора Эггмана, преследуют Негу и отправляются на его космическую станцию, чтобы остановить безумного учёного.
Добравшись до станции, они следуют за Эггманом Негой на его космический корабль, из которого злодей и планировал превратить планету в карту. Несмотря на мощную оборону и нападающего на них Метал Соника, героям удаётся добраться до учёного и остановить его. Соник спасает Эми из заточения в карте, и та сразу же начинает восхищаться «своим героем». Смущённый Соник спрашивает у Тейлза, не остался ли кто-нибудь ещё заключённый Эггманом Негой в карты, и лис отвечает, что да. Соник пользуется этим и убегает от Эми. Наклз наконец-то заполучает Мастер Изумруд и также планирует спасти остальные превращённые в карты сокровища. Шэдоу освобождает Руж. Она предлагает ему отправиться в будущее, однако Шэдоу отказывается. Тогда Руж предлагает ему отправиться на поиски остальных карт, однако тот лишь отмахивается. А Сильвер ловит случайно превратившего себя в карту Эггмана Негу и также, как и остальные, планирует сначала спасти и других людей, прежде чем вернуться с Негой обратно в будущее.

## Разработка и выход игры
После выхода консоли PlayStation Portable Sega предложила компании Backbone Entertainment разработать новую игру про Соника для новой портативной консоли (подобно компании Dimps, которая разработала Sonic Advance и Sonic Rush, а позже их сиквелы для Game Boy Advance и Nintendo DS соответственно). После того, как разработчики изучили все игры серии Sonic the Hedgehog вплоть до Sonic Rush, студия хотела выпустить ещё один традиционный платформер. Однако руководитель проекта Такаси Иидзука настоял на том, чтобы новый проект отличался от других частей франшизы. Своё решение он связывал с техническими возможностями портативной системы от Sony, благодаря которым у команды появился шанс создать новый тип игры о Сонике. Продюсер Тейлор Миллер в своём интервью с фан-сайтом The Green Hill Zone говорил, что главной целью разработчиков Sonic Rivals было возвращение игрового процесса классической трилогии с совершенно новыми элементами.
После того, как Такаси Иидзука попросил разработчиков изменить концепт игры и добавить в него что-то новое, команда обменивалась идеями о том, что ещё можно было создать. В итоге было принято решение сместить акцент сюжетной линии на соперничестве между персонажами, что потом привело к идее соединить элементы классического платформера и гонки с препятствиями. В создании уровней сотрудники из Backbone Entertainment решили использовать дизайн не только из прошлых игр серии, но и разработать совершенно новые, которые смогли бы хорошо вписаться во вселенную Sonic the Hedgehog. В этом им активно помогала сама Sega, предоставив разработчикам материалы уровней из оригинальных игр серии. Помимо вышеупомянутого Иидзуки, в разработке также принимали участие некоторые сотрудники Sega Studio USA, например художники Кадзуюки Хосино и Хироси Нисияма следили за ходом разработки и консультировали разработчиков.
Музыка к Sonic Rivals была создана Крисом Резансоном. В записи треков также участвовал Дзюн Сэноуэ, гитарист группы Crush 40 и автор большого количества песен ко многим играм серии Sonic the Hedgehog. Хоть альбом с мелодиями из Sonic Rivals выпущен не был, однако трек «Quick Trip To Paradise» был включён в альбомы Sonic Generations: 20 Years of Sonic Music и History Of Sonic Music 20th Anniversary Edition, а мелодия «Forest Falls» присутствовала в саундтреке History Of The 1st Stage Original Soundtrack White Edition.
Впервые об игре про Соника для PlayStation Portable стало известно ещё за год до анонса, когда американская сеть магазинов видеоигр GameStop опубликовала на своём официальном сайте страницу, посвящённую игре. Официально Sega анонсировала Sonic Rivals 3 мая 2006 года, за неделю до начала американской игровой выставки E3 Media and Business Summit (E3). Позже компания подтвердила, что игра будет представлена на этой выставке. На E3 Sega дала игрокам возможность опробовать демонстративную версию игры, в которой был доступен только один уровень и два персонажа: Соник и Шэдоу. Во второй раз Sonic Rivals была продемонстрирована в конце августа 2006 года на немецкой игровой выставке Leipzig Games Convention.
Sonic Rivals вышла 16 ноября 2006 года в США, затем 1 декабря в Европе. Игра на территории Японии не выпускалась. В России игра вышла 2 февраля 2007 года, где её распространение была ответственна компания «1C-СофтКлаб». 18 октября 2011 года вышел сборник Sonic Rivals и её сиквела, Sonic Rivals 2, под названием Double Rivals Attack Pack!.

## Восприятие
| Сводный рейтинг       | Сводный рейтинг |
| Агрегатор             | Оценка          |
| --------------------- | --------------- |
| GameRankings          | 66,17 %         |
| Metacritic            | 64/100          |
| MobyRank              | 65/100          |
| Иноязычные издания    |                 |
| Издание               | Оценка          |
| AllGame               | [ 42 ]          |
| EGM                   | 4/10            |
| Eurogamer             | 7/10            |
| Game Informer         | 6,75/10         |
| GamePro               | [ 46 ]          |
| GameSpot              | 6,9/10          |
| GameSpy               | [ 48 ]          |
| GamesRadar+           | 7/10            |
| GameTrailers          | 7,2/10          |
| IGN                   | 7,4/10          |
| OPM                   | 3/10            |
| PALGN                 | 7/10            |
| VideoGamer            | 7/10            |
| Русскоязычные издания |                 |
| Издание               | Оценка          |
| «Страна игр»          | 7,5/10          |

Sonic Rivals получила смешанные отзывы критиков. Игра получила 64 баллов из 100 возможных от Metacritic и 66,17% от GameRankings. Больше всего проект хвалили за возвращение к истокам серии. В плюсы также записывали хорошую графику, ощущение скорости и музыкальное сопровождение, но критике подверглись препятствия и ловушки, неудачный дизайн некоторых уровней и сюжетная линия. Несмотря на противоречивые оценки критиков, позднее платформер был переиздан под линейками Greatest Hits и Essentials — серией наиболее продавшихся игр по сниженной цене.
Критик GameSpot Грег Мюллер присвоил игре 6,9 баллов из 10 возможных. Он похвалил внешний вид уровней, но критиковал ловушки и препятствия, которые незаметно из-за быстрого темпа игры и из-за которых «вам чаще всего придётся пробежаться несколько раз до того, как вы пройдёте уровень, только для того чтобы запомнить, где расставлены препятствия». Рецензент также отметил, что в режиме мультиплеера иногда случаются недоработки, которые весьма заметны в играх, ориентированных на скорость. В итоге Мюллер назвал Sonic Rivals «быстрой и весёлой» и, несмотря на некоторые её недостатки, весьма достойной игрой, которую можно захватить с собой.
Обозреватель IGN Хуан Кастро из плюсов игры отметил возвращение к корням серии, в том числе и более традиционный тип схваток с боссами, а также графику, ощущение скорости и многопользовательский режим, но критиковал управление и конструкцию уровней. Сюжет игры не оставил у рецензента положительных впечатлений. Он назвал повествование и диалоги ожидаемо «невнятными». Он, так же, как и его коллега из GameSpot, пожаловался на ловушки и препятствия, из-за которых уровни сложно пройти с первого раза. Кастро поставил игре оценку в 7,4 баллов из 10, сказав, что хардкорные фанаты Соника найдут чему порадоваться в этой игре, и хоть она и имеет несколько проблем — ни одна из них не портит впечатления.
Роб Фэйи из Eurogamer, как и его коллеги, похвалил разработчиков за возвращение в двухмерный мир, чувство скорости и идею с гонками между двумя персонажами, но раскритиковал препятствия, ловушки и врагов, попадающихся на уровнях. Он также был недоволен искусственным интеллектом противников, который настроен так, чтобы соперник постоянно находился рядом с игроком, что было названо рецензентом одним «из самых вопиющих и раздражающих случаев растягивания диапазона [между игроком и] ИИ, что мы когда-либо видели». Он был также недоволен режимом мультиплеера из-за присутствия лагов, мешающих наслаждаться игрой на двоих, а количество контента в игре, по мнению критика, было удивительно малым. Подведя итог, критик поставил 7 баллов из 10 и похвалил игру, сказав, что именно чувство скорости и делает Соника Соником, и даже несмотря на некоторые огрехи в структуре уровней и раздражающий искусственный интеллект, заявил, что Sonic Rivals подарит массу удовольствия скучающим пассажирам и путешественникам.
Рецензент под никнеймом «Red Cat» из журнала «Страна игр» назвал игру «неоднозначной». Критик похвалил чувство скорости: «С динамикой полный порядок. Иногда, пожалуй, всё шустро даже через край», а также игровой процесс, мультиплеер и неплохую графику. К минусам он причислил отсутствие уникальных для каждого персонажа уровней, неудачный дизайн некоторых из них и ограничение количества активных персонажей в гонке до двух. Подведя итог, критик высказал предположение, что «разработчикам не хватило либо времени, либо денег расставить всё по своим местам». Но несмотря на это, он назвал игру вполне достойной и являющейся «отпущением грехов» для Sega за Sonic the Hedgehog 2006 года, и поставил Sonic Rivals оценку в 7,5 баллов из 10.
Резко положительную и отрицательную оценки поставили игре журналы Pure Magazine UK и Official U.S. PlayStation Magazine. Если первый рецензент назвал Sonic Rivals замечательной и весёлой игрой, то второй резко раскритиковал игру, назвав её «сониковским адом».

### Влияние
В 2007 году вышел сиквел игры — Sonic Rivals 2. Она, как и прошлая часть, сочетает в себе элементы классической серии эпохи Mega Drive/Genesis и гонок. В продолжении было увеличено количество игровых персонажей, добавлены новые режимы, появилась поддержка кооперативной игры в мультиплеере с использованием одной копии игры и двух PSP, а также внесены некоторые изменения в игровой процесс. Но главная задача игрока не изменилась — как и раньше, необходимо пройти уровень, придя к финишу раньше своего соперника, управляя одним из доступных персонажей.